# John Hoesli
John Hoesli (8 mars 1919 - 22 mars 1997) était un artiste britannique et un décorateur de plateau. Il est surtout connu pour être le directeur artistique sur des films tels que L'Odyssée de l'African Queen (1952) de John Huston, 2001: l'odyssée de l'espace (1968) de Stanley Kubrick, Ordres d'exécution (1958) d'Anthony Asquith, et Père Noël : Le film (1985) de Jeannot Szwarc. C'était Hoesli qui a trouvé l'ancien bateau à vapeur utilisé dans L'Odyssée de l'African Queen à Butiaba sur le lac Albert.
Hoesli  a également été assistant directeur artistique pour de nombreux films où souvent il n'était pas crédité, notamment La Taverne de la Jamaïque (1939) d'Alfred Hitchcock, Carry On Emmannuelle (1978) de Gerald Thomas, et Lifeforce (1985) de Tobe Hooper. Et il a travaillé en tant que décorateur de plateau comme dans Délivrance (1972) de John Boorman, par exemple.
Il est mort en mars 1997, à l'âge de 78 ans à Bracknell.